# إسفند (فیلم)
إسفند فيلم إيراني أُنتج عام 1403، من إخراج وتأليف دانش إقباشاوي. وهو إنتاج مشترك بين مؤسسة أوج للفنون الإعلامية ومؤسسة فارابي للسينما.

## ملخص القصة
يتناول هذا الفيلم، وهو أحد الأفلام المشاركة في مهرجان فجر السينمائي الثالث والأربعين، مرحلةً حاسمةً من الحرب العراقية الإيرانية. يتناول الفيلم المشاكل التي واجهها أهالي خوزستان خلال الحرب، بالإضافة إلى المشاكل التي واجهها المقاتلون الإيرانيون خلالها. خلال هذه الفترة، نجح علي هاشمي، من خلال حواره وتفاعله مع أهالي المنطقة وخوزستان، في تخفيف حدة التوترات وحل التحديات القائمة، وفي النهاية، قدّم أبناء المنطقة العرب أنفسهم بصدقٍ لخدمة الثورة الإسلامية والحرب العراقية الإيرانية. من ناحية أخرى، يتناول الفيلم جانبًا من حياة علي هاشمي، وخاصةً فترة مشاركته في الاستطلاع والتخطيط لعملية خيبر.

## الممثلون
- رضا المسعودي
- مهدي زمين برداز
- سعيد البو عبادي
- الخيام فقار كاشاني
- محمد رضا أغداي يزدي
- ياسين مسعودي
- محمد العسكري

## أعضاء آخرون
يضم فريق عمل هذا الفيلم مدير التصوير: سعيد باراتي، والمونتير: إسماعيل علي زاده، والملحن: كارين همايونفر، ومدير الصوت: ميثم كيامرسي، وتصميم الصوت والمكساج: بهمن أردلان، وتصحيح الألوان والإضاءة: علي شعباني وروشانا ستوديو، ومصمم المكياج: محسن مالكي، ومصمم الديكور والأزياء: داريوش بيرو، ومساعد المخرج الأول: جعفر ناميني، ومدير التخطيط: مجتبى خادم زاده، ومدير المؤثرات البصرية: فرهاد يوسفي، والمصورة: سمية جعفري، والعلاقات العامة: علي سلمان زاده، ومدير الإنتاج: طاهر أماني، ومدير الإعلان: بهنام توفيقي.